# All Black and Hairy
All Black and Hairy è il primo album in studio dei The Gravedigger Five; venne pubblicato negli USA nel 1984 dalla Voxx Records.

## Descrizione
L'intero album, composto da otto cover e cinque originali scritti da Ted Friedman, Tom Ward e Leighton Koizumi, venne registrato in due giorni nel luglio 1984. Durante le registrazioni i membri della band furono costretti a dormire in auto. L'album venne pubblicato dopo lo scioglimento del gruppo. Alcuni brani registrati durante le registrazioni dell'album ma poi scartati, vennero pubblicati nel 1987 nel seguente album The Mirror Cracked.

## Elenco delle tracce
Lato A
1. All Black and Hairy – 2:06 (Screaming Lord Sutch)
2. Tomorrow Is Yesterday (Ted Friedman)
3. No Good Woman (A. Cloud)
4. Do Like Me (L. Welding, T. Lee)
5. Hate (Ash)
6. She's a Cur (Tom Ward, Leighton Koizumi)

Lato B
1. Searching (Don Revercomb, Larry Allen)
2. She's Gone (Ted Friedman, Leighton Koizumi)
3. Night of the Phantom (Larry and the Blue Notes)
4. Don't Tread on Me (Kit Massengill)
5. One Ugly Child (Larry Bright)
6. She Got (Ted Friedman)
7. Stoneage Stomp (Ted Friedman, Leighton Koizumi)

## Formazione
- Tom Ward: basso, voce
- David Anderson: batteria, percussioni
- John Hanrattie: chitarra
- Ted Friedman: chitarra, voce
- Leighton Koizumi: voce